# Tanmatra
Tanmatra (subtiel element), of sukshma mahabhuta, is een term uit het Sanskriet, dat in het hindoeïsme staat voor het subtiele of rudimentaire element (geluid, vorm, smaak, tasten, reuk), dat aan de basis ligt van de grovere panca mahabhuta's (vijf grote elementen): respectievelijk akasha (ether), agni (vuur), ap (water), vayu (lucht) en prithvi (aarde).

## Etymologie
Tan mátra komt van 'tad' (dat) en 'mátra' (alleen) en betekent 'dat wat in de eigen bijzondere eigenschap verblijft, zonder verandering of variëteit'.

## Oorsprong
De tanmatra's komen voort uit ahamkára ('ik-beginsel'), dat op zijn beurt uit buddhi (mahat, kosmisch bewustzijn) komt, dat van prakriti (natuur, oer-materie) stamt. Door de vereniging van prakriti en purusha (ziel, geest) ontwikkelt zich een universum.
In de Sankhya filosofie behoren de vijf tanmatra's en hun oorzaken en gevolgen tot de 25 tattva's (principes, categorieën). De param-anu's (kernen van atomen) zijn volgens de Yoga en Sankhya scholen panca tanmatra.

## Vijf elementen
De vijf tanmatra's zijn:
- Gandha tanmatra, het subtiele element van de reuk, veroorzaakt het element aarde
- Rasa tanmatra, het subtiele element van de smaak, veroorzaakt het element water
- Rupa tanmatra, het subtiele element van vorm, veroorzaakt het element licht (vuur)
- Sparsha tanmatra, het subtiele element van het tasten, veroorzaakt het element lucht
- Shabda tanmatra, het subtiele element van geluid, veroorzaakt het element ether

## Linga sarira
Het linga sarira (subtiel lichaam), divya sarira (goddelijk lichaam) is het 'astraallichaam' in de mens, dat opgebouwd is uit de tanmatra's, subtiele elementen. Het grofstoffelijk fysiek lichaam van de mens is opgebouwd uit de vijf mahabhuta's, de grove, grote elementen. De lichamen behoren tot het 'instrumentarium' van de bewoner, de jivatman (purusha).